# Betriebsprüfungsordnung
Die Betriebsprüfungsordnung (BpO) ist eine Verwaltungsvorschrift; sie gilt für Außenprüfungen der Landesfinanzbehörden und des Bundeszentralamtes für Steuern. Die derzeit geltende BpO 2000 wurde am 15. März 2000 vom Bundesminister der Finanzen nach Art. 108 Abs. 7 GG mit Zustimmung des Bundesrates erlassen und ist am 24. März 2000 in Kraft getreten.
Steuerpflichtige, die der Außenprüfung unterliegen, werden in der BpO in Größenklassen eingeteilt. Von der Größenklasse hängt u. a. ab, in welchen Abständen ein Unternehmen geprüft wird.